# Garten Eden
Der Garten Eden  (hebräisch גַּן־עֵדֶן gan-ʿĒḏen) ist eine biblische Bezeichnung für das zunächst irdische Paradies, welches Gott nach der biblischen Paradieserzählung in Gen 2–3  für den Menschen geschaffen hatte.

## Name und Bezeichnung
Der Name Eden (hebräisch עֵדֶן ʿēdæn) geht auf das gleichlautende hebräische Substantiv zurück und bedeutet „Wonne“ oder „Wonneland“.
In Gen 2,8  bezeichnet Eden zunächst ein mythisches Land und wird von dem Garten, den Gott darin pflanzt, unterschieden. Daneben existiert die Eigenbezeichnung Garten Eden (hebräisch גַּן עֵדֶן gan ʿēdæn; Gen 2,15.23f  u. ö.). Dieser unterschiedliche Gebrauch schlägt sich auch in der griechischen Septuaginta nieder, die den Landesnamen mit Εδεμ Edem transkribiert, während sie den Garten mit παράδεισος parádeisos (altpersisch pairidaêza „Gehege“) übersetzt.
Diese Differenzen sind entstehungsgeschichtlich zu erklären: Während die ältere Überlieferung zwischen dem Land Eden und dem Garten unterscheidet, wurde der Landname in der literarischen Fassung von Gen 2f auf den Garten übertragen.
Die in der Paradiesgeografie (Gen 2,10-14 ) gegebene Angabe eines Flusses, der von Eden (hebräisch מֵעֵ֔דֶן mēʿēdæn) entspringt, ist wohl samt der Passage eine spätere redaktionelle Ergänzung, die das Verhältnis von Eden und Garten bewusst offenhält.

In Jes 51,3  wird „Eden“ mit „Garten JHWHs“ parallelgesetzt. Auch im Buch Hesekiel findet Eden wiederholt Erwähnung, unter anderem mit der Erklärung „Garten Gottes“ (Ez 28,13  u. ö.) und mit Nennung der „Bäume Edens“ (Ez 31,9  u. ö.).

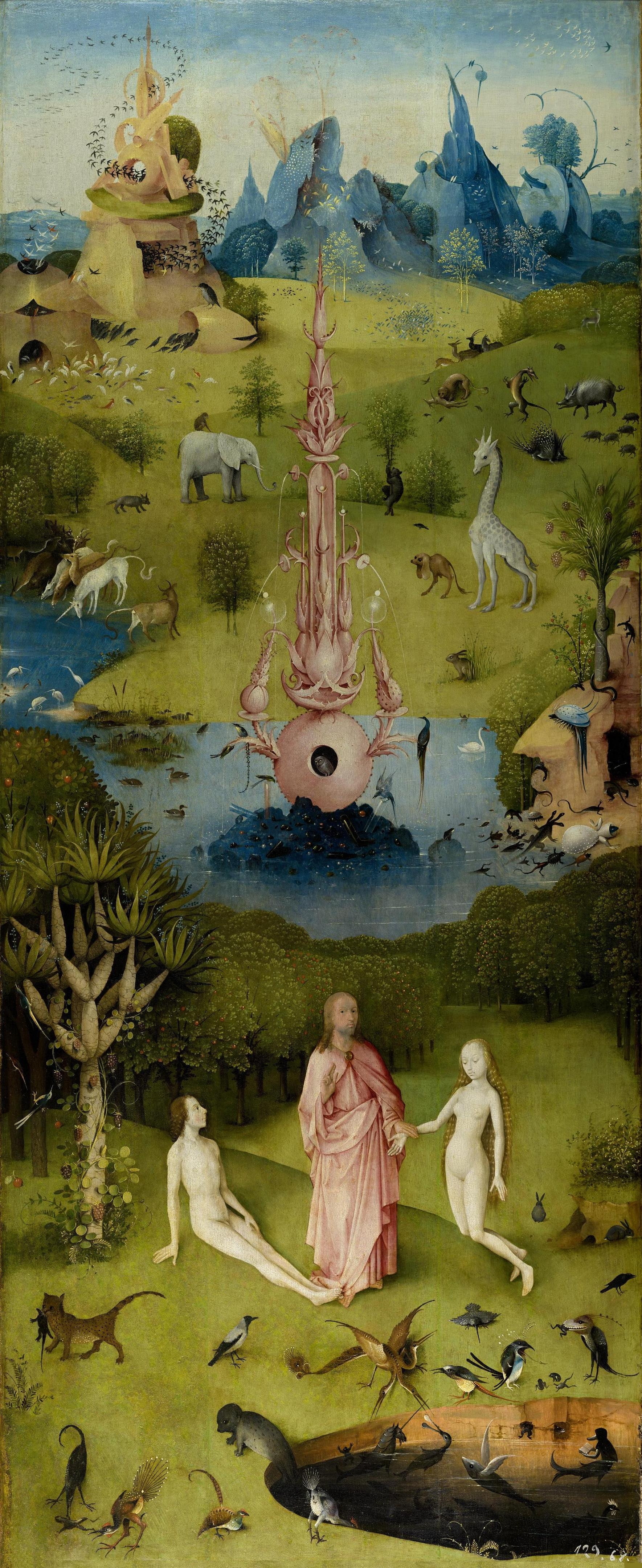
Detail aus dem Triptychon „Der Garten der Lüste“: Der Garten Eden aus der Sicht von Hieronymus Bosch

## DieParadiesgeografiein der Bibel

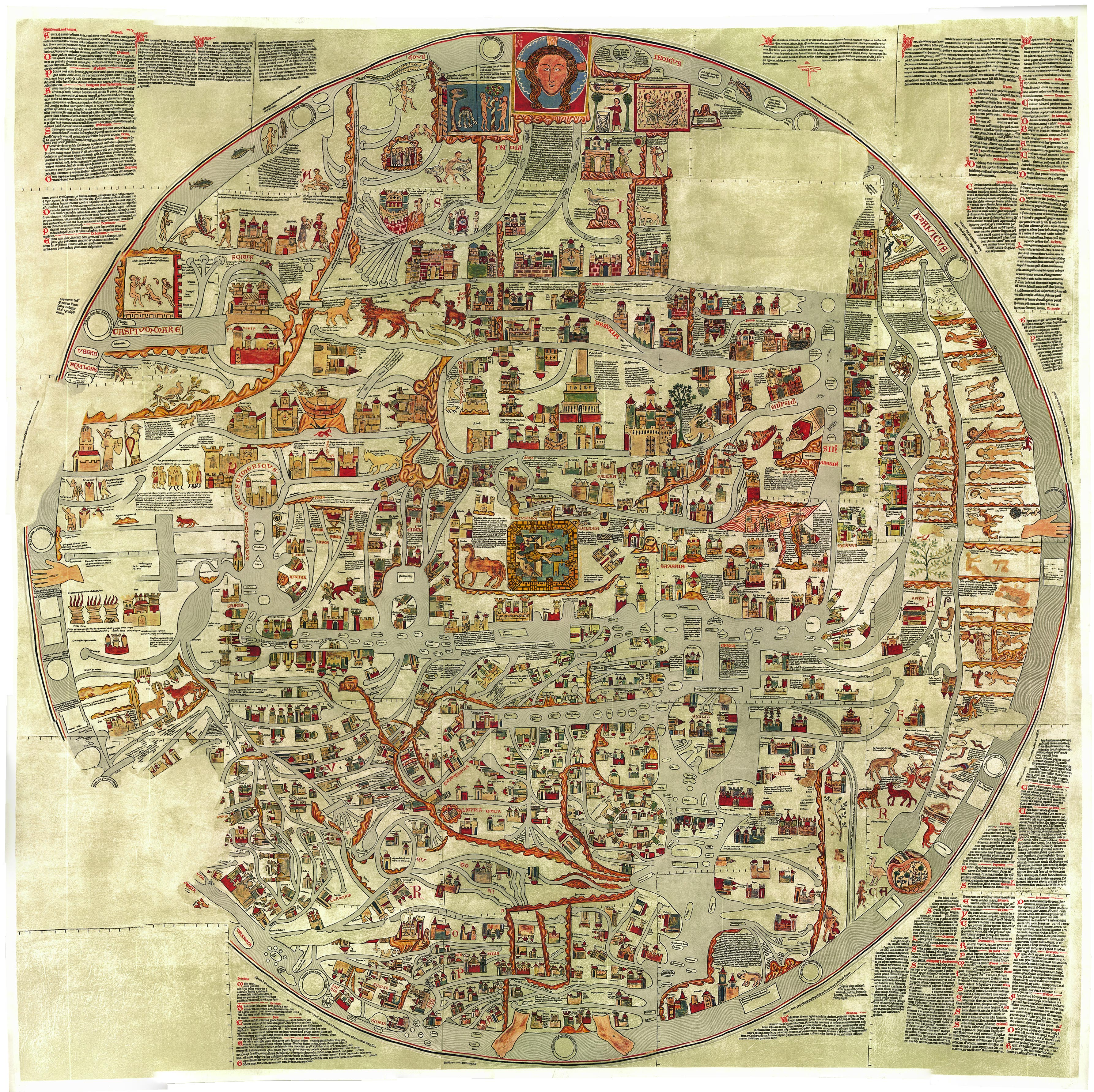
Auf der Ebstorfer Weltkarte aus dem Hochmittelalter, die weniger die physische Geographie der Welt als die Weltgeschichte ins Bild setzt, ist das Paradies im Nord-Osten als ummauerter Bereich eingezeichnet.

Im Abschnitt der sogenannten „Paradiesgeografie“ in Gen 2,10-14  heißt es:

„10 Ein Strom entspringt in Eden, der den Garten bewässert; dort teilt er sich und wird zu vier Hauptflüssen. 11 Der eine heißt Pischon; er ist es, der das ganze Land Hawila umfließt, wo es Gold gibt. 12 Das Gold jenes Landes ist gut; dort gibt es auch Bdelliumharz (Guggul) und Karneolsteine (Karneol). 13 Der zweite Strom heißt Gihon; er ist es, der das ganze Land Kusch umfließt. 14 Der dritte Strom heißt Tigris; er ist es, der östlich an Aššur vorbeifließt. Der vierte Strom ist der Eufrat.“

Mit dieser Überlieferung gibt es jedoch ein grundsätzliches Problem in der Präzision der Ortsangaben: In der jüdischen Tradition wurde der Name גן עדן Gan Eden zum Sammlungsort der Gerechten nach dem Tod (siehe auch: Auferstehung oder Himmel (Religion)), und die Spekulation über dessen geographische Lage auf Erden vermieden. Hierzu sei die Weigerung des Judentums betont, sowohl den Ort des Paradieses, des Berges der Offenbarung, des Berges Sinai und anderes genau festzulegen, um die Gefahren der Anbetung, Anrufung, des Kultus der Wallfahrt, wie der Verehrung heiliger Stätten oder der Idolatrie (=„Götzendienst“) etc. zu vermeiden, da selbst der Name Gottes nur sehr zurückhaltend gebraucht wird.

## Lokalisationsversuche

### David Rohl
Der britische Ägyptologe David Rohl lokalisierte den Garten Eden im Gebiet von Täbris, der Hauptstadt der iranischen Provinz Ost-Aserbaidschan. Eden habe in der Ebene gelegen, die von der Stadt bis zum Urmiasee reicht. Der See könnte als Quelle der in der Bibel genannten vier Flüsse gegolten haben. Das Wort Urmia bedeute im Altsyrischen in etwa ‚Wiege des Wassers‘. Neben den Flussbezeichnungen Tigris für Hiddekel und Euphrat für Perat nimmt er den Qizil Uzan (Sefid Rud) für Pischon und den Aras für Gihon an. Letzterer hieß bis ins 7. Jahrhundert Gyhun. Der Gihon umfloss das Land Kusch (Gen 2,13 ). Vom Namen eines Berges, dem Kuscha-Dagh (‚Berg von Kusch‘), leitet Rohl ab, dass die Region am Fluss Aras einst unter dem Namen Kusch bekannt war. Die Regionen oberes- und unteres Nochdi (iranisch für ‚bei Nod‘) östlich der Ebene von Täbris setzt er mit dem biblischen „Land Nod, östlich von Eden“ gleich, in das Kain nach dem Brudermord an Abel zog.

### Manfried Dietrich
Der deutsche Professor für Altorientalische Philologie Manfried Dietrich vermutete hingegen, dass in einer mesopotamischen Vorlage zur Genesis-Erzählung der Garten Eden der Tempelgarten Eridu sein könne, da auch in der älteren Mythologie des Zweistromlandes der Tempelgarten als exklusiver Bereich der Götter bei der Erschaffung der Menschen eine Rolle spielt. In der wenig bekannten kurzen sumerischen Schrift Die Spitzhacke wird dies beschrieben. Die vier Flüsse würden demnach nicht im Garten Eden entspringen, sondern dort zusammenfließen. Dabei hielt er den Fluss Pischon für den Uqnû-Karun und den Gihon für den Ūlāya-Kercha.

### Juris Zarins archäologische Deutung
Der Archäologe Juris Zarins von der Missouri State University vermutet dagegen den Garten Eden in einem überfluteten Flussdelta im Bereich des nördlichen Persischen Golfes. Neben den Flüssen Tigris und Eufrat (Euphrat) identifiziert er den Fluss Pischon als die trocken gefallenen Wadi Batin und Wadi Rimah, den Gihon als den Karun. Den Garten Eden setzt er mit dem sumerischen Dilmun gleich. Die Geschichte von der Vertreibung aus dem Paradies spiegelt seiner Meinung nach den Übergang vom Wildbeutertum zu Ackerbau und Viehzucht: „Das Land an den vereinigten vier Flüssen muss der Garten Eden gewesen sein. Denn es war wegen seines reichlichen Wassergehalts ungewöhnlich fruchtbar. Wir sprechen hier vom Neolithikum, in dem die damaligen Jäger und Sammler zu Ackerbauern und Viehzüchtern wurden. Die Geschichte von der Vertreibung aus dem Paradies ist lediglich eine verzerrte Darstellung des Übergangs der damals lebenden Menschen von Jägern zu Ackerbauern.“ "Adam und Eva entsprächen dann den frühen Ackerbauern. Sie sündigten, indem sie Gottes Allmächtigkeit herausforderten. Anstatt auf Gottes Gnade zu hoffen, nahmen sie die Dinge selbst in die Hand und vertrauten auf ihr Wissen und Können beim Ackerbau." Die Mündung der vier sich vereinigenden Flüsse habe um 6000 v. Chr. auf Grund des eiszeitlich bedingt etwa 150 Meter niedrigeren Meeresspiegels viel weiter südöstlich gelegen."

### Überlegungen zu Ackerbau und Viehzucht
Der Beginn des Ackerbaus, in der biblischen Urgeschichte ein Leitmotiv, weist wiederum ins Hochland des fruchtbaren Halbmonds, in das Vorland des Taurusgebirges nordöstlich der Stadt Urfa, in der sich neben dem Balıklıgöl die (vermeintliche) Geburtsgrotte Abrahams befindet. Biologen des Max-Planck-Instituts für Züchtungsforschung in Köln konnten bei Vergleichen des Erbguts von 68 modernen Einkornsorten diese auf eine gemeinsame Herkunftspflanze zurückführen, eine Wildpflanze, die bis heute an den Hängen des erloschenen Vulkans Karacadağ wächst. Daher könne die Domestizierung des Getreides hier begonnen haben. Etwa 100 Kilometer südwestlich des Karacadağ befindet sich die Ausgrabungsstätte Göbekli Tepe (‚Nabelberg‘). Der Grabungsleiter, der Prähistoriker Klaus Schmidt, hält die um 9000 v. Chr. erbaute Stätte für einen Sakralbau. Dass er Jäger und Sammler als Baumeister ansieht, ist durch kein Beispiel belegbar. Damals streiften u. a. Herden von Gazellen und Wildeseln durch Obermesopotamien, die aus 100.000 und mehr Tieren bestanden, so der Paläozoologe Joris Peters. Die Jagdbeute wurde in großen Fleischhäusern gelagert, die Urform der Sesshaftigkeit, das Wildgetreide eingezäunt, um es vor dem Abernten vor Verbiss zu schützen. Ähnliches schildert das Alte Testament, wenn Gott den Menschen beauftragt, den Garten Eden „zu bebauen und ihn zu bewahren“ (Gen 2,15 ). Als das Biotop erschöpft war, wurden Schafe, Ziegen und der Auerochse domestiziert und Getreide angebaut. In der Übergangszeit kam es zu Nahrungskrisen und Hungersnöten. Der Vergleich von Skeletten steinzeitlicher Jäger mit den ersten Bauern zeigt, dass die frühen Farmer härter arbeiteten, häufiger an Krankheiten litten und früher starben, möglicherweise mythologisch verarbeitet als Erinnerung an die Vertreibung aus dem Paradies.

### Weitere Theorien
Francesca Stavrakopoulou und andere Forscher halten die Erzählung vom Garten Eden für eine poetisch überformte Erinnerung an das Babylonische Exil und an vorangehende Zerstörung des Ersten Tempels in Jerusalem: Adam sei ursprünglich der letzte König gewesen, der den Tempel betreute, der wie alle altorientalischen Heiligtümer zugleich ein Garten gewesen sei und als Wohnstatt Gottes gegolten habe. Durch sein Fehlverhalten – der König habe einen syrischen Schlangenkult erlaubt – und seinen Hochmut habe Jahwe aber das Heiligtum verlassen und verfügt, dass Adam und sein Volk aus dem Paradies bzw. Jerusalem und Juda zu vertreiben seien. Daher stünden die Wächter, die die Rückkehr verwehrten, im Osten von Eden. Das Land Nod wäre die Syrische Wüste, was zur Herleitung vom hebräischen Wort nad (zu deutsch „ruhelos“ bzw. „umherwandern“) passt.
Eine spätere Überarbeitung habe diese Geschichte nicht mehr auf die Vertreibung der Juden aus Jerusalem bezogen, sondern zu einer Schöpfungsgeschichte umgedeutet. Diese Wissenschaftler verweisen auf die zweite, mutmaßlich ältere Erwähnung von Eden im Alten Testament: Der Prophet Ezechiel prophezeie in Ez 28  (rückblickend) den Sturz eines Herrschers, der aufgrund seiner Hybris aus Eden vertrieben worden sei:
11 Das Wort des Herrn erging an mich: 12 Menschensohn, stimm eine Totenklage an über den König von Tyrus und sag zu ihm: So spricht Gott, der Herr: Du warst ein vollendet gestaltetes Siegel, / voll Weisheit und vollkommener Schönheit. 13 Im Garten Gottes, in Eden, bist du gewesen. / Allerlei kostbare Steine umgaben dich: Rubin, Topas, dazu Jaspis, / Chrysolith, Karneol und Onyx, / Saphir, Karfunkelstein und Smaragd. Aus Gold war alles gemacht, / was an dir erhöht und vertieft war, all diese Zierden brachte man an, / am Tag, als du erschaffen wurdest. 14 Du, Kerub, mit ausgebreiteten, schützenden Flügeln, / ich hatte dich eingesetzt. Auf dem heiligen Berg der Götter bist du gewesen. Zwischen den feurigen Steinen gingst du umher. 15 Ohne Tadel warst du auf deinen Wegen / seit dem Tag, an dem du erschaffen wurdest, / bis Verbrechen an dir gefunden wurde. 16 Durch deinen ausgedehnten Handel / wurde dein Inneres mit Gewalttat erfüllt, / in Sünde bist du gefallen. Da habe ich dich entweiht, entfernt vom Berg der Götter, / und dich zugrunde gerichtet, du beschirmender Kerub, / weg aus der Mitte der feurigen Steine. 17 Hochmütig war dein Herz geworden, / weil du so schön warst. Du hast deine Weisheit vernichtet, / verblendet vom strahlenden Glanz. Ich stieß dich auf die Erde hinab. / Den Blicken der Könige gab ich dich preis, damit sie dich alle begaffen. 18 Du hast durch deine gewaltige Schuld, / durch Unrecht bei deinem Handelsgeschäft deine Heiligtümer entweiht. So ließ ich mitten aus dir Feuer hervorbrechen. / Das hat dich verzehrt. Vor den Augen all derer, die dich sahen, / machte ich dich zu Asche auf der Erde. 19 Alle, die dich kennen unter den Völkern, / sind entsetzt über dich. Zum Schrecken bist du geworden, / du bist für immer dahin.
Dagegen nimmt Kamal Salibi mit der Jerusalem-Hypothese an, dass die biblischen Geschichten vor dem babylonischen Exil sich in der Region Asir im Asir-Gebirge abgespielt hätten. Dort sei auch der Garten Eden zu verorten. Salibi identifizierte diesen mit der westarabischen Oase Gunaina („Garten“), welche von Flüssen aus Adana („Eden“) bewässert wird, darunter das Wadi Bisha („Pischon“). Einer jener Zuflüsse, das Wadi Tabala, liegt im westarabischen Land Hawala, das er mit dem biblischen „Hawila“ gleichsetzt. Nach dem babylonischen Exil seien die Ortsangaben auf die neue Heimat in Palästina bezogen worden. In der Fachwelt wird diese These weitgehend abgelehnt.

## Die vier Paradiesflüsse

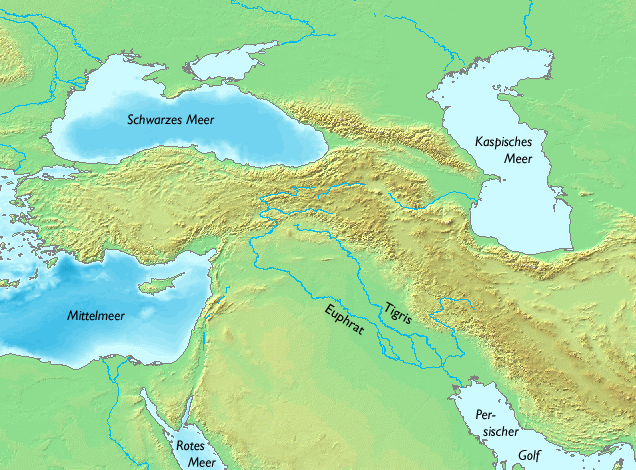
Region zwischen den Meeren im Nahen Osten

Die geographische Lage Edens lässt sich – abhängig von der Deutung der Flussnamen im Text – nach Ansicht vieler Gelehrter bestimmen, indem man die Beschreibung des „Stromes, der von Eden ausging“ und sich dann in vier „Hauptflüsse“ – Pischon, Gihon, Hiddekel östlich von Aschur (Aššur) und Perat – teilte, zu Rate zieht. Allerdings ist die Identifikation der Flüsse umstritten. Außer im Falle des Perat/Euphrat ist die Gleichsetzung der Ströme mit den bedeutendsten Flüssen der damaligen Welt abhängig von der Interpretation der Geschichte als Schöpfungsgeschichte.

### Perat
Der Perat wird in der Regel als Euphrat (griechisch), Furat (kurdisch/arabisch), Fırat (türkisch), Pu-rat-tu (alt-assyrisch) und Ufrat identifiziert. Die aus dem Altpersischen stammende Version Ufrat, von der die meisten anderen Bezeichnungen abgeleitet wurden, stammt vom zusammengesetzten Begriff Huperethuua ab, was „gut zu überqueren“ bedeutet. Das Wort Hu heißt „gut“ und Peretu „Furt“.

### Hiddekel
Der Hiddekel wird gewöhnlich mit dem Tigris gleichgesetzt; allerdings wird hier mitunter eingewandt, dass die Etymologie unklar ist. Dass der Hiddekel mit dem Tigris identisch ist, ist mithin nicht gesichert.

### Gihon
Die Bibel gibt keine Hinweise, welcher Fluss der Gihon ist. Erst Flavius Josephus setzte im 1. Jahrhundert n. Chr. den Gihon mit dem Nil gleich, Hippolytus von Rom mit dem Indus, Epiphanius von Salamis in einem Brief von 394, der die Irrtümer des Origines behandelt, ebenfalls. Er fließe vom Paradies nach Äthiopien und Ägypten, um schließlich ins Mittelmeer zu münden. Nach Beda Venerabilis war der Gihon ebenfalls der Nil, er lokalisierte seine Quelle aber im Atlas. Nach Johann von Joinville in seiner Geschichte des Heiligen Ludwig von Frankreich (1305–1309) fanden ägyptische Fischer manchmal Ingwer, Rhabarber, Aloe und Zimt in ihren Netzen, die der Wind von den Bäumen des Paradieses in den Fluss geweht habe.
Das mit dem Fluss Gihon verknüpfte Kusch meinte später meistens Äthiopien. Daher stammt vermutlich auch die Identifikation mit dem Nil. Ursprünglich war aber vermutlich eher ein anderer Ort gemeint. In Frage kämen der sumerisch-akkadische Stadtstaat Kiš in Mesopotamien, für den ab etwa 2800 v. Chr. Überlieferungen bestehen oder die hethitische Stadt Kusch(ar) bzw. Kuššara, die bisher nicht lokalisiert wurde.
Manfried Dietrich identifiziert den Gihon mit dem Karche, David Rohl hingegen mit dem Aras.

### Pischon
Der Fluss Pischon ist mit dem Land Chawila verbunden. Flavius Josephus setzte den Pischon mit dem Ganges gleich, Ephräm der Syrer und Bischof Severian von Gabala in Syrien mit der Donau (de mundi creatione). Epiphanius von Salamis (Anacoratus) glaubte, der Pischon werde in Indien und Äthiopien Ganges und von den Griechen Indus genannt. Er entspringe im Paradies, das er unterirdisch verlasse. Er umfließe danach das Land der Elymäer (Iran), um dann nach Äthiopien und weiter nach Süden zu fließen. Beda Venerabilis identifizierte den Pischon ebenfalls mit dem Ganges, seine Quelle liege im Kaukasus. Abraham Ortelius schloss sich der Ansicht Severians an.
Auf seiner Weltkarte von 1601 (Geographia sacra) entspricht der Pischon aber auch dem Hydaspes in Mesopotamien. Manfried Dietrich identifiziert den Pischon mit dem Karun, David Rohl mit dem Fluss Qizil Uzan (Sefid Rud).
Euphrat und Tigris entspringen beide in der Nähe der türkischen Stadt Elazığ. Das Finden zweier weiterer Flüsse in dieser Quellregion, die dann Nebenflüsse des einen oder anderen bzw. beider sind oder waren, ist möglich, z. B. den Murat als längsten Quellfluss des Euphrats.
Die Flüsse dieser Region fließen in den Persischen Golf, was einer Vereinigung der Ströme gleichkäme, wenn auch nach gängiger Lesart an deren falschen Ende. Zuvor weiten sie sich in den Ebenen Mesopotamiens zu einem stark verknüpften Fluss-System aus, wobei hier natürliche Verlegungen im Lauf der Zeit bekannt sind, jedoch keine Hinweise auf Zuordnungen im Kontext des obigen Textes gegeben sind.
Bei Überschreitung der Kämme der Gebirgsmassive in der östlichen Türkei findet man auch Flüsse, die ins Schwarze Meer oder ins Kaspische Meer münden. Wäre die heutige Zentraltürkei Ausgangspunkt des Textes, wäre die Lokalisierung weiter nördlich.

## Die Deutung der Schätze
Mit Gold, Bedolach und Schoham wird die Region Chawila charakterisiert.
Gold kann keinem konkreten Ort zugeordnet werden.
Bedolach (Guggul) wird gerne als Harz (und zwar das der Myrrhe ähnliche Bdelliumharz) übersetzt, das gelblichen, durchsichtigen Glanz bei gummiartiger Struktur aufweist. Es gibt auch die Lesart als Erz, was insbesondere in jüdischen Schriften die Vorzugsform ist. Auch die Interpretation als Perle oder gar Kristall (evtl. rötlich leuchtend) findet sich wiederholt. Allerdings erstarren Harze manchmal perlenförmig und werden dann milchig weiß, was nicht zuletzt von John Parkinson, einem englischen Botaniker des 16. Jahrhunderts, für Guggul aus Baktrien beschrieben wurde.
Schoham ist der hebräische Name für Onyx. Es sollen zwei solche Steine auf den Schulterstücken des Priesters Ephod die Erinnerung symbolisiert haben. Mit Schoham verbindet sich der gleichnamige Ort in Israel, der auf historischen Mauern steht. Für die Ortsfindung von Eden ist dies jedoch nicht hilfreich, da hier ganz spekulativ lediglich schon in früher Zeit die gleichnamigen Steine bevorzugt verarbeitet worden sein sollen.
Es gibt Ansätze der symbolischen Interpretation dieser Stoffe, die vom Anfang des Gottesreichs zum Endzeitpunkt (wie in der Offenbarung des Johannes als neues Jerusalem und dessen Baustoffe bezeichnet) einen Verständnisbogen schlagen. Esoterisch-kabbalistische Ansätze verstehen Bedolach als die Mitte des freien Seins (im Kontext an Abrahams Vorfahren vergeben), die als Kristall symbolisiert wird und weiterhin eingerahmt wird von Gold auf der einen Seite und dem Gegensatz Silber auf der anderen Seite.

## Der Mensch im Garten Eden

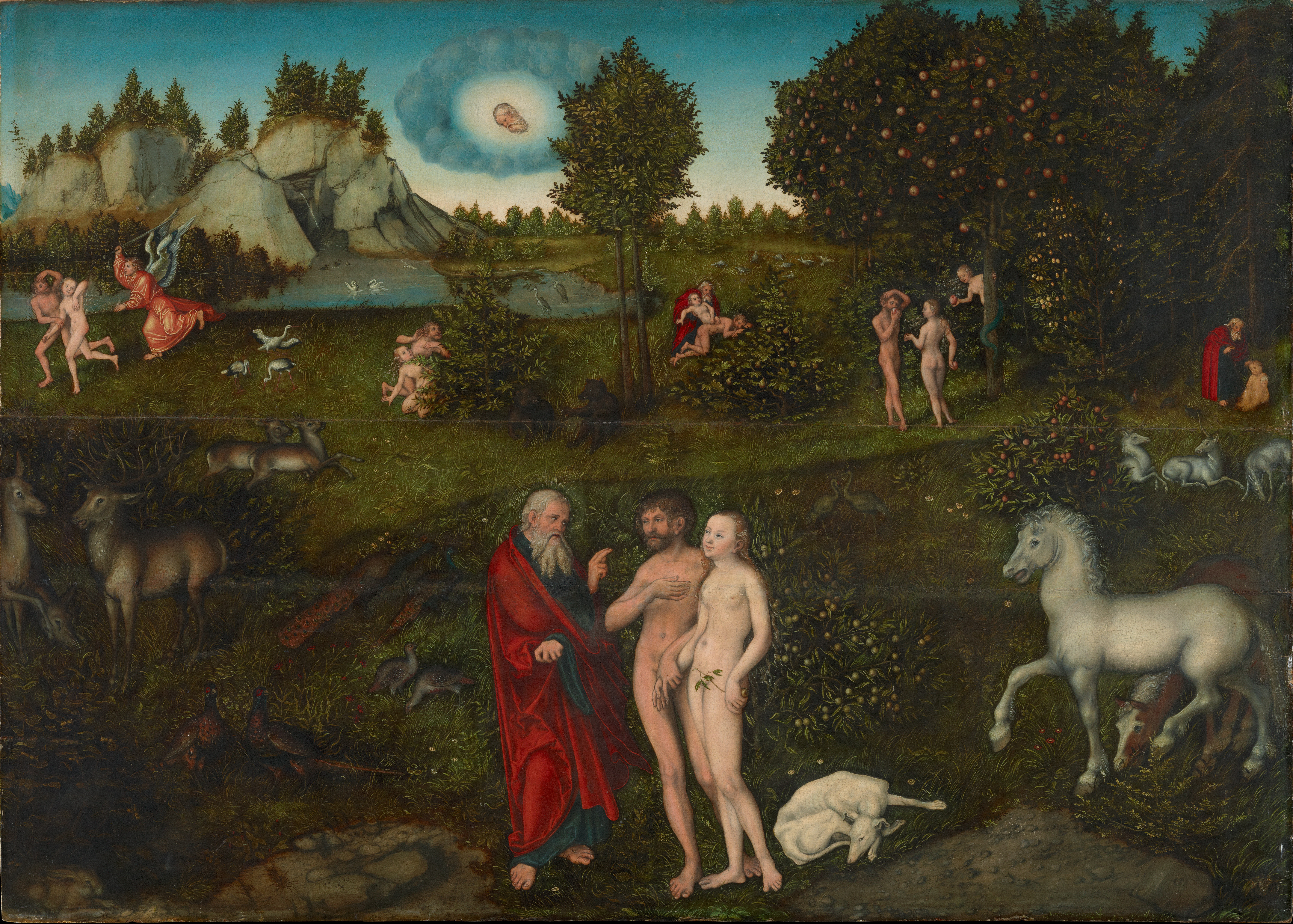
Lucas Cranach der Ältere: Das Paradies, 1530, Kunsthistorisches Museum, Wien – Im Vordergrund ist das Verbot Gottes an Adam und Eva, vom Baum der Erkenntnis zu essen, zu sehen.

Der Mensch (hebräisch אָדָם ʾādām) wird aus Erde (hebräisch אֲדָמָה ʾadāmāh) gebildet (Gen 2,7 ). In einem weiteren Schöpfungsakt entstehen aus dem einen Menschenwesen der Mann (hebräisch אִישׁ ʾisch) und die Frau (hebräisch אִשָּׁה ʾischāh) (Gen 2,22f ). Diese sprachliche Nähe bezeugt die enge Zusammengehörigkeit und die grundsätzliche Wesensgleichheit von Mann und Frau. Luther versuchte diesen sprechenden Gleichklang in seiner Bibelübersetzung abzubilden, indem er ischah in (Gen 2,23 ) mit „Männin“ übersetzte. Die beiden waren die einzigen menschlichen Bewohner Edens.
Nach der Erzählung erhält die Frau ihren Eigennamen Eva (hebr.: חוּה, Chawwah) erst nach dem Sündenfall und vor der Vertreibung aus dem Garten (Gen 3,20 ). Der Mann übernimmt den Namen Adam, der ursprünglich den ganzen Menschen bezeichnete (Gen 3,8ff ).
Nach babylonischer Mythologie war der Hauptgrund für die Erschaffung der Menschen, Nahrung für die Götter anzubauen. In der Bibel ist es umgekehrt: Gott schafft die Pflanzen als Nahrung für den Menschen, die Tiere als seine Gefährten gegen das Alleinsein.

## Die Vertreibung aus dem Garten
Der Fall des Menschen in die Sünde und die darauf folgende Vertreibung des Menschen aus dem Garten Eden durch Gott wird in Genesis 3  erzählt.

### Judentum
Das Judentum kennt keine Sünden, die vererbt werden könnten. Deshalb gehen Adams oder der Väter Handlungen gegen die Gebote des Herrn nicht auf die nachfolgenden Menschen über. Der Mensch hat einen freien Willen (beḥirah) und ist nur für seine eigenen Sünden verantwortlich. Der Mensch hat eine Neigung zum Bösen (jetzer ha-ra) (Genesis 8,21  oder Psalm 51,7 ) wie eine Neigung zum Guten (jetzer tow) und Gottes Gebote helfen, den guten Trieb in den Menschen zu entwickeln. Dies ist letztlich positiv für die Menschen und für die Umwelt und führt zur Tikkun Olam („Verbesserung der Welt“).

### Christentum

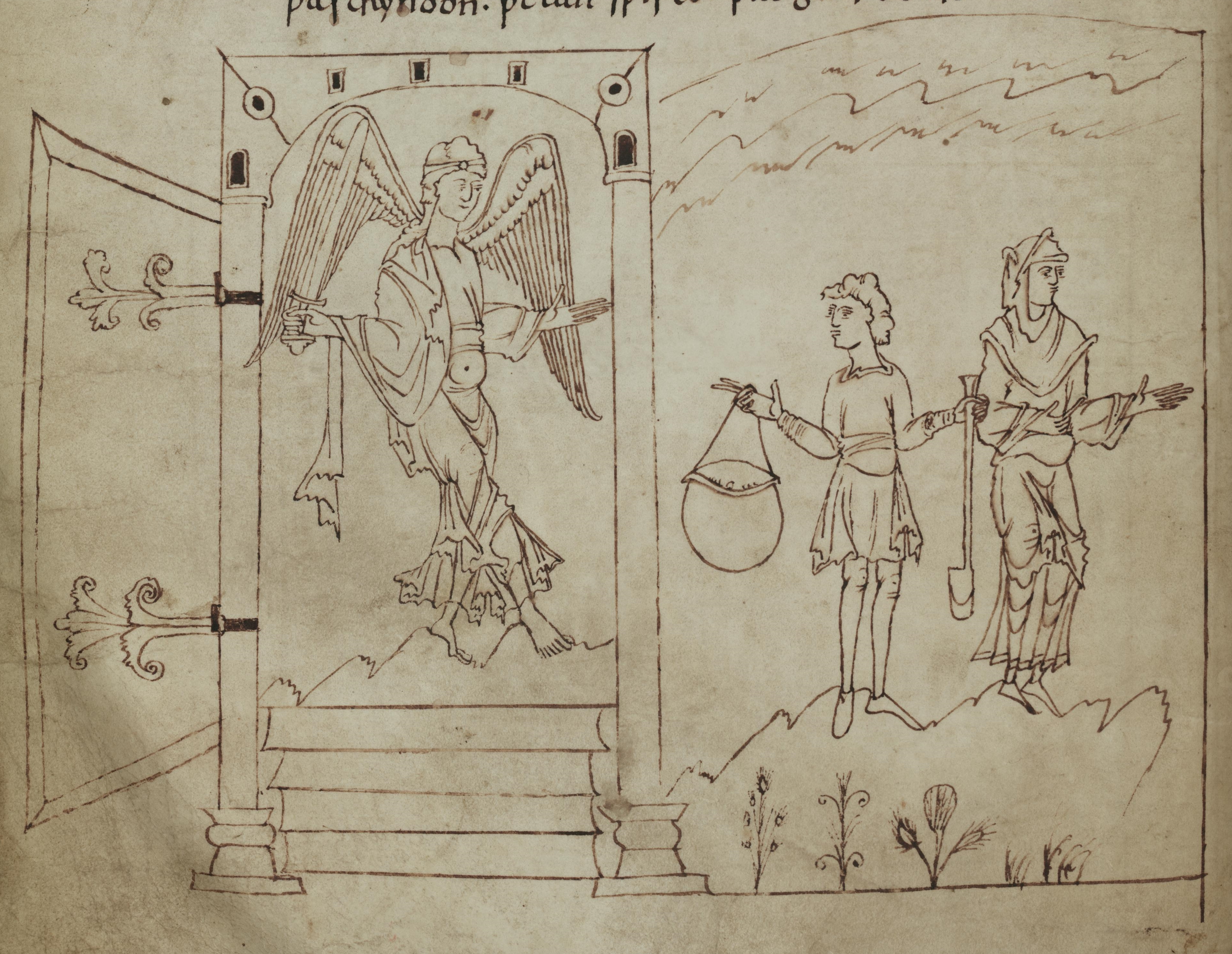
Vertreibung aus dem Garten Eden, Caedmon Manuskript (um 1000)

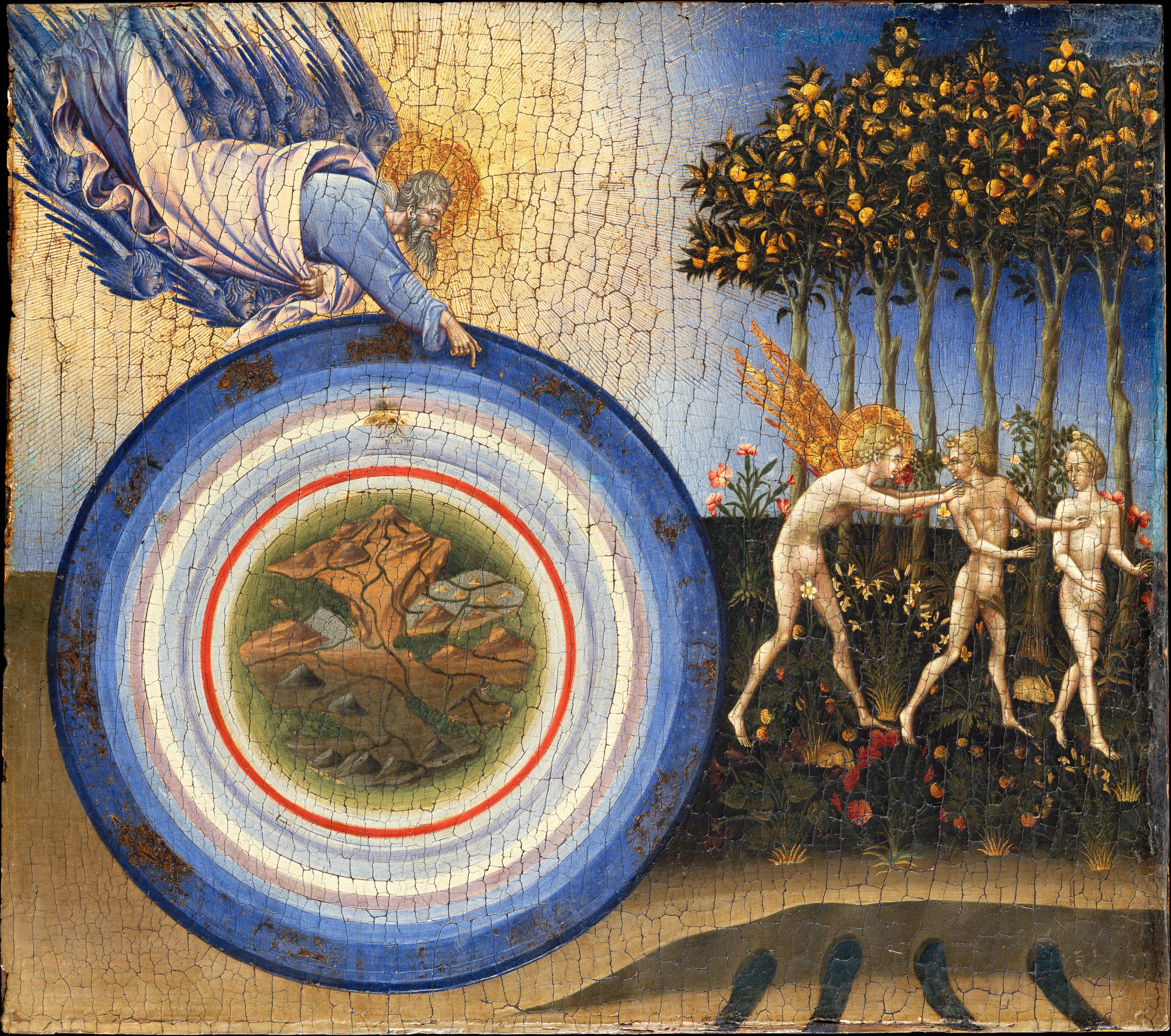
Vertreibung aus dem Paradies,
Giovanni di Paolo (1445)

Es gibt in der christlichen Vorstellung außer der Erbsünde keine Sünden, die Menschen an Nachkommen vererben.
Allerdings verweisen die Zehn Gebote auf Gottes mögliche Verfolgung der Schuld über mehrere Generationen.
Der Apostel Paulus schrieb in Römer 5,12  und 5,18  „Durch einen einzigen Menschen kam die Sünde in die Welt …“ und „… durch die Übertretung eines einzelnen kam es für alle Menschen zur Verurteilung.“ Daraus entwickelte man die Lehre von der Erbsünde, die es in großen christlichen Traditionen gibt.
Der Mensch entscheidet selbst, ob er seine Handlungen aus dem Guten oder dem Bösen heraus setzt. Somit ist er für seine Entscheidungen verantwortlich. Der Mensch kann schon zu irdischen Lebzeiten darum bitten, dass ihm seine Sünden vergeben werden.
Die Kirchenväter führten aus, dass die Menschen ohne Jesus Christus, der bereits vor der Erschaffung der Welt von Gott geliebt war (Joh 21,24 ), in der Erbsünde leben und sterben müssten. Durch die Schriften von Augustinus wurde die Lehre von der Erbsünde fester Bestandteil der Lehre der westlichen Kirchen.

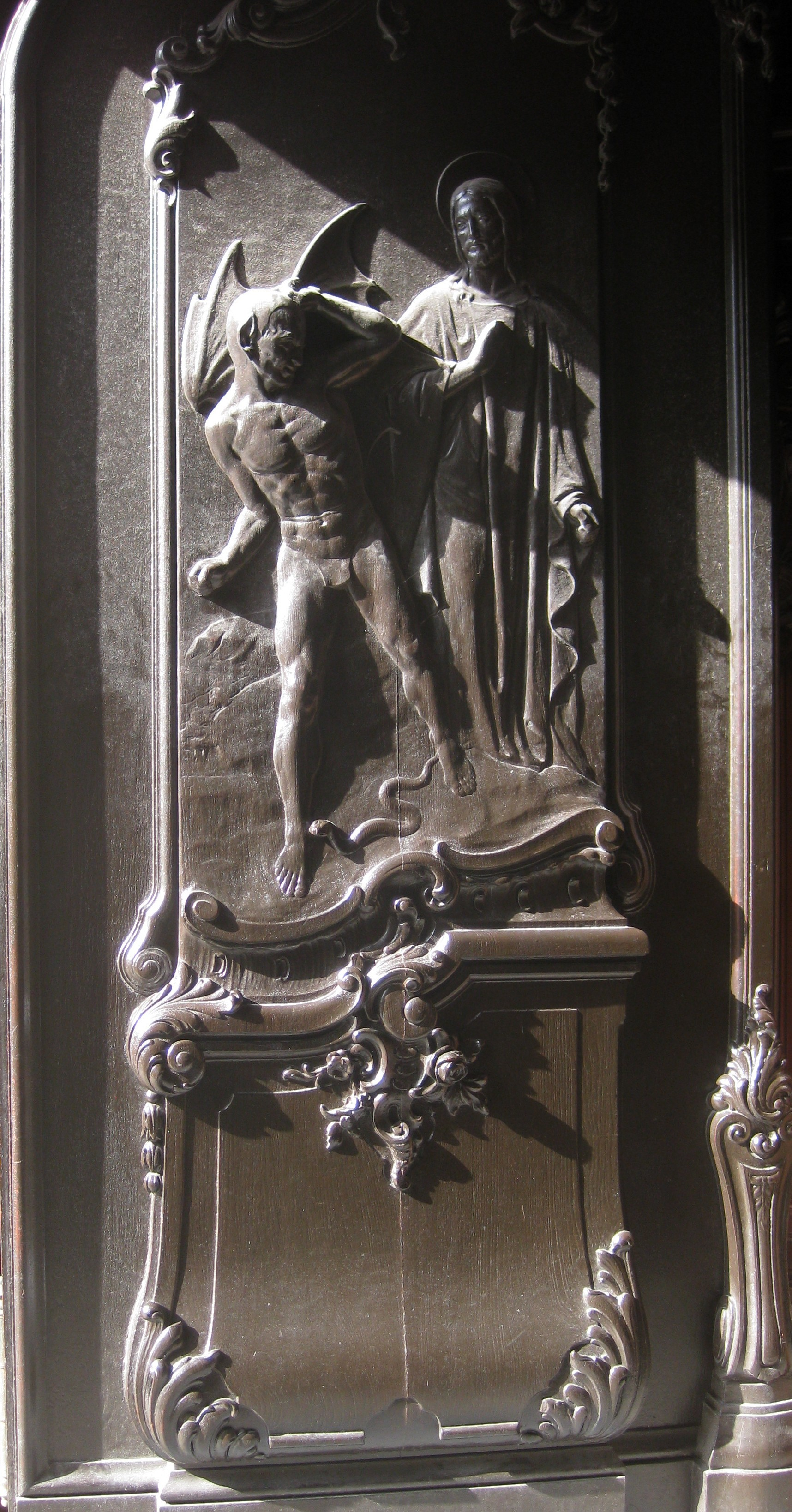
Vertreibung aus dem Paradies, Relief auf der Eingangstür zum Hamburger Michel

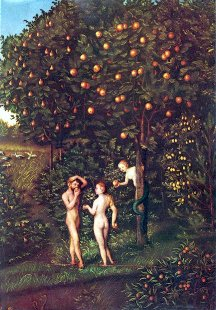
„Sündenfall“ des Menschen, Lucas Cranach d. Ä. (1530)

Eine syrische Tradition der christlichen Theologie wertet den „Fall“ Adams und Evas aus dem paradiesischen Garten in eine „gottlose“, gottferne Welt, als vererbte Sünde oder Sündhaftigkeit, die auf alle Menschen übergeht und erst durch Jesus Christus (der schon vor der Erschaffung der Welt war (Joh 21,24 )), überwunden wird. Dies wird erwähnt in den beiden auf Arabisch überlieferten Adamsbüchern und im Buch Die Schatzhöhle, das Efraïm dem Syrer zugeschrieben wurde.
Seit Adams Zeiten lebt der Mensch nur noch im „inneren Wissen“ um den Garten Eden, weil Adam und Eva die Welt, die die Natur ist, mehr liebten als das Leben im Angesicht Gottes. Erst Jesus führt den Menschen wieder – im übertragenen Sinn – zurück in den Garten Eden, indem er ihn von seinen Sünden, die aus der Natur sind, erlöst. Damit bereitet Jesus jene „Wohnung“ vor (Joh 14,2 ), die der Mensch, als verherrlichte Gestalt, die wie die „Sonne“ leuchtet (Mt 13,43 ), im Himmelreich beziehen wird.

### Islam
Adam gilt den Muslimen als erster Muslim und zugleich auch als erster Prophet des Islams. Der islamischen Überlieferung nach wurden Adam und Eva an verschiedenen Punkten auf der Erde ausgesetzt und mussten erst eine Zeitlang auf der Erde auf der Suche zueinander umherwandern, weshalb im Islam die Geschichte von Adam und Eva auch als eine besondere Liebesgeschichte dargestellt wird. Der Überlieferung nach sollen an allen Plätzen auf der Erde, an denen Adam sich bei seiner Suche nach Eva zum Schlafen legte, später große Städte entstehen.
Nach islamischem Glauben fanden sich Adam und Eva erst nach langer Suche am Berg ʿArafāt im heutigen Saudi-Arabien wieder, wo sie sich umarmten und dabei Allah priesen. Auf dem Berg Arafat hielt der Prophet Mohammed im Jahr 632 seine Abschiedspredigt.

## Weitere Deutungsansätze

### Psychologische Deutungen
Die Erzählung in Genesis 3, die christlich als „Sündenfallerzählung“ gewertet, hebräisch als „Vertreibung Adams und Evas aus dem Garten Eden“ bezeichnet wird, ist vielfach philosophisch und psychologisch gedeutet worden. Der deutsche Idealismus sah in ihr den Mythos vom Erwachen des Bewusstseins und ging so weit, den Menschen nach dem Essen der Frucht vom Baum der Erkenntnis von Gut und Böse nicht mehr als „Menschen“ im Vollsinn zu betrachten. Psychologische Deutungen wollen darin eine verschlüsselte Darstellung des Adoleszenzkonflikts erkennen, in dem sich die „unschuldige“ Elternbindung stufenweise löst und eine erwachsene, durch Freiheit und Schuldfähigkeit gekennzeichnete Identität entsteht. Dabei wird der Baum der Erkenntnis auch auf die Entdeckung der Sexualität hin gedeutet.
Wie der deutsche Islamexperte und Psychologe Andre Ahmed Al Habib schreibt, wird in der islamischen Mystik die Suche von Adam und Eva zueinander als die Suche nach Gott (Allah) angesehen. Bei der Suche zueinander wird Adam und Eva Geduld (arab.: Sabr) und Gottvertrauen (arab.: Tawakul) abverlangt. In der irdischen körperlichen Vereinigung wird jedoch eine große Ekstase freigesetzt (arab.: Ishq), die das Band zwischen den beiden Liebenden und zwischen den Liebenden und Gott (arab.: Allah) festigt. Dieses Motiv der Liebenden, die in der Suche zueinander mit Gott in Zwiesprache stehen, um dann bei der Vereinigung zueinander Gott zu preisen, ist dabei ein durchgehendes Motiv in der islamischen Literatur, so z. B. in den Geschichten von Tausend und Einer Nacht, der Geschichte von Leila und Madschnun von Nizami, den Geschichten im Divan von Hafiz, oder den Geschichten von Rumi im Mathnawi.

### Deutungen in Kunst und Literatur

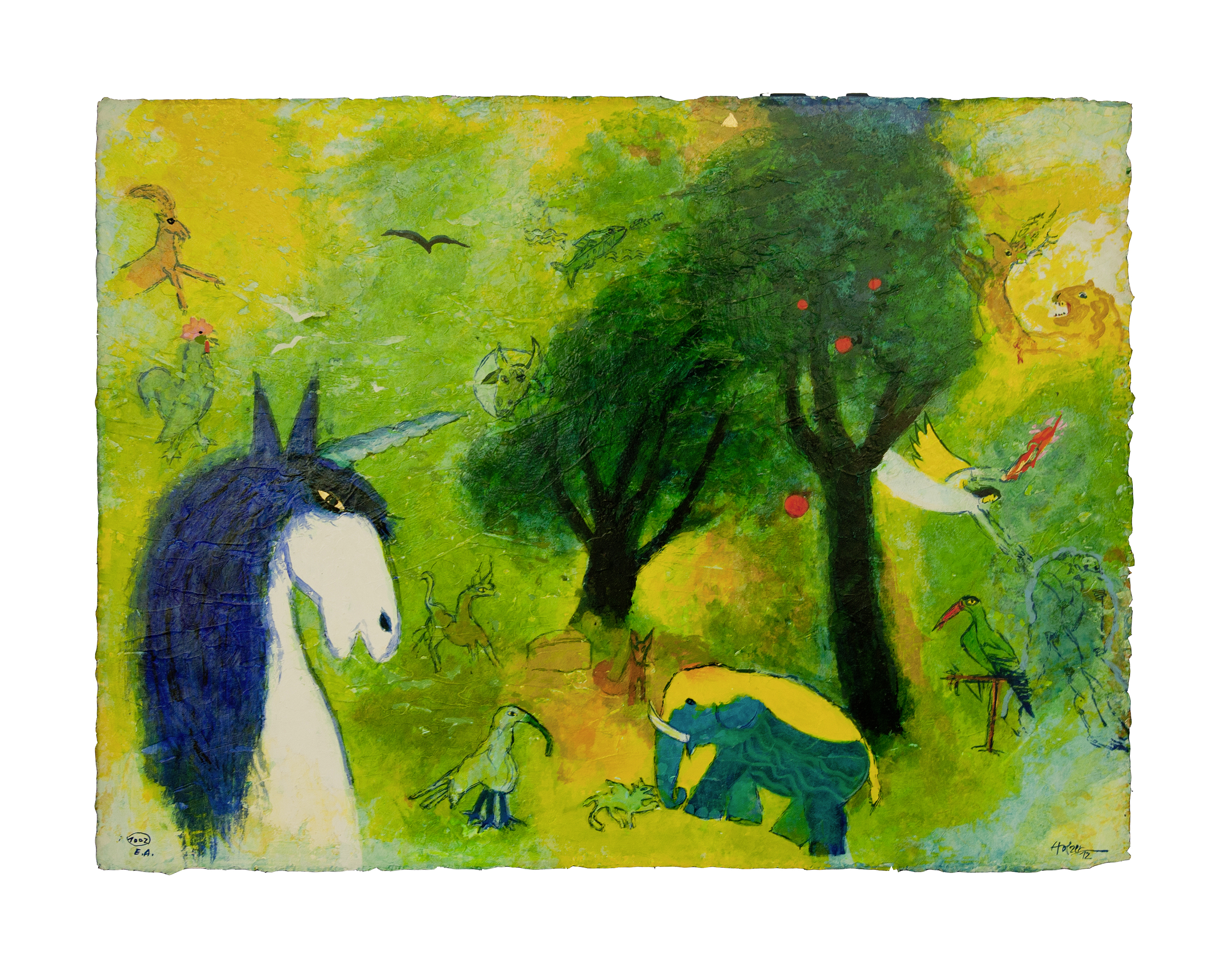
Garten Eden von Adi Holzer (2012)

In der europäischen Kunst und Literatur ist die Erzählung von der Vertreibung aus dem Paradies allgegenwärtig. In Goethes Faust schreibt Mephisto im Professorentalar dem wissbegierigen Studienanfänger ins Stammbuch, was die Schlange versprach und was als Überschrift offenbar über dem ganzen Drama des Erkenntnisdrangs und der Grenzüberschreitungen stehen soll: Eritis sicut Deus, scientes bonum et malum – „Ihr werdet sein wie Gott und das Gute und Böse erkennen“.
In der christlichen Ikonografie wird das Kreuz (eine Mitte, vier Kreuzenden) als Lebensbaum mit der einen Paradiesquelle dargestellt, der die vier Flüsse (= vier Evangelien) entspringen. Die romanische Miniatur eines Zwiefaltener Codex (um 1250) stellt die vier Flüsse als Wasserkreuz dar mit dem einen Lamm Gottes im Zentrum, den vier Kardinaltugenden Gerechtigkeit, Klugheit (Weisheit), Tapferkeit und Mäßigung in den vier Ecken und den vier Evangelisten und ihren Symbolen in den vier Rechteckfeldern des ‚Mandalas’. Die Umschrift des Bildes lautet, dass die Lehre des vierteiligen Evangeliums die ganze Erde erfüllt und bewässert (wie der „Dunst“ in Gen 2,6), „sie also wieder zum blühenden Paradiesgarten macht“, indem die Wasser umkehren und wieder zurückfließen (vgl. Koh 1,7).

## Der Paradiesbegriff in verschiedenen Religionen und Mythologien
Paradies ist ein aus dem altiranischen (avestisch) stammendes Wort für ein umgrenztes „eingehegtes Gebiet“ wie einen herrschaftlichen Park, einen Tier-, Lust- oder Zaubergarten; in der griechischen Übersetzung der Bibel wurde er zur Bezeichnung des „Garten Eden“ verwendet.
Parallelen bestehen zur Vorstellung eines Goldenen Zeitalters in der griechisch-römischen Mythologie. Auch dem Begriff des „Edlen Wilden“, der die Vertreibung aus dem Paradies im Entstehen der Zivilisation/Hochkultur verortet, liegen ähnliche Vorstellungen zugrunde.

### Das Paradies im Zarathustrismus
Im Zoroastrismus (auch Zarathustrismus, nach Zarathustra) gelangen die Seelen nach dem Tod an die Činvat-Brücke. Hier wird Gericht über Gute und Böse gehalten. Die Guten gelangen in die seligen Gefilde des Paradieses Garodemäna (später Garotman), des „Orts der Lobgesänge“; die Seele des Bösen aber gelangt an den „schlechtesten Ort“, das heißt in die Hölle. Parallelen zur späteren christlichen Lehre vom jüngsten Gericht und zur Eschatologie im Islam sind unverkennbar.

### Das Paradies im Judentum
Im Judentum spielen Paradiesvorstellungen keine so wichtige Rolle wie im Islam und im Christentum. Sie sind in der hebräischen Bibel nur an wenigen Stellen verortet. Außer in Gen 2  kommen sie in Jes 65,17–25  und einigen wenigen anderen Stellen vor, stellen dort aber – wie in der davon abgeleiteten Vorstellung des Christentums – neben der Ursprungsvorstellung auch die eschatologische Perspektive vor.

### Das Paradies im Christentum

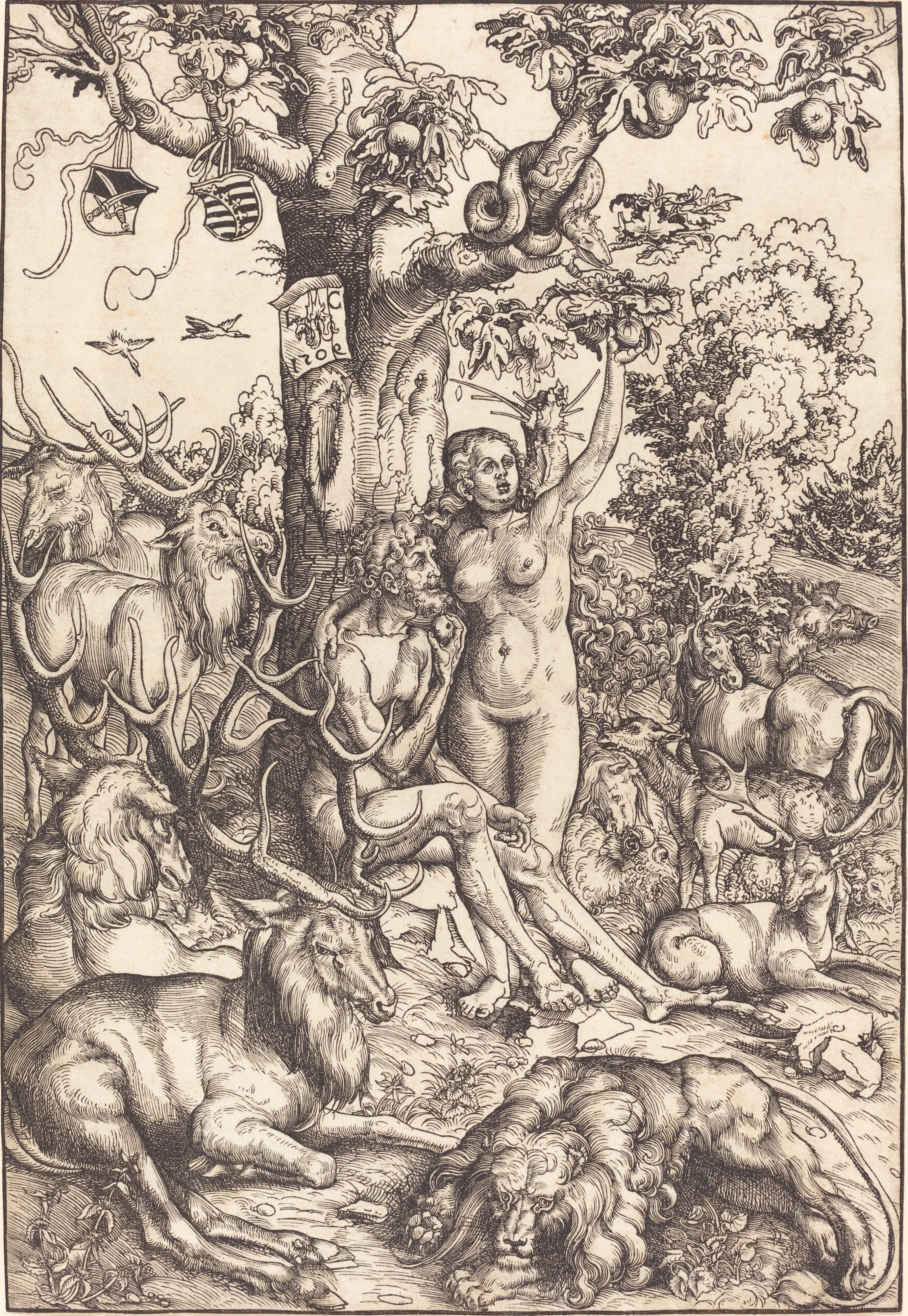
Lucas Cranach, Adam und Eva im Paradies

Zunächst muss man im Christentum zwischen verschiedenen eschatologischen Vorstellungen unterscheiden, die in den einzelnen Traditionen teilweise als unterschiedlich und teilweise als getrennt gesehen werden.
- Paradies
- Himmelreich (Reich Gottes)
- Neues Jerusalem (neben dem Garten Eden die andere der beiden Vorstellungen vom Irdischen Paradies)
- Jüngstes Gericht
- Auferstehung des Fleisches

Den Paradies-Begriff wendet die Bibel auf die Zeit vor dem Sündenfall an, als Adam und Eva in einem paradiesischen Zustand im sogenannten Garten Eden lebten. Es gab keine Feindschaft zwischen Mensch und Tier, keine Dornen und Disteln, der Mensch konnte sich ohne Mühe ausschließlich pflanzlich ernähren. Was das Leben der Erlösten nach dem Tod angeht, so nennt die Bibel diesen Zustand ewiges Leben oder Reich Gottes, was sich vom Paradies in einigen Punkten unterscheidet. Johannes, dem Schreiber der Offenbarung, wird von Gott ein Blick in dieses neue Reich gewährt (siehe Offenbarung 21–22 ). Darin wird Gott selber regieren, es wird ein Reich des Friedens und der Gerechtigkeit sein. Tod, Krankheit und Mühe werden der Vergangenheit angehören. Es wird keine Nacht mehr geben, Gott selbst wird das Licht sein. Im Gegensatz zum Paradies im Islam wird es im Reich Gottes Mann und Frau nicht mehr geben; alle Menschen werden in gewisser Weise gleich sein, was ihre Gottesähnlichkeit angeht (Lukas 20,34–36 ). Die klaren Aussagen über das Leben nach dem Tod in der Bibel sollen deutlich machen, dass es sich dabei nicht um eine Projektion menschlicher Wünsche handelt, sondern um eine ganz andere von Gott geplante Wirklichkeit.

### Weitere Religionsgemeinschaften
Zeugen Jehovas sehen im Paradies und in der Erschaffung der ersten beiden Menschen den Beginn einer von Gott geschaffenen, vollkommenen menschlichen Gesellschaft. Durch den Sündenfall sei dieser Aufbau nur unterbrochen worden. Während des tausendjährigen Königreiches Gottes werde der ursprüngliche Zustand der Vollkommenheit wiederhergestellt und Menschen ewiges Leben im Paradies auf der Erde ermöglicht.
Mormonen glauben, der Garten Eden habe sich in Jackson County im Staat Missouri befunden. Dort wird ein Landstrich südlich der Stadt Independence als Eden verehrt. Dort habe der Gründer der Bewegung, Joseph Smith, einen Altar entdeckt, den Adam nach seiner Vertreibung aus dem Paradies erbaut hätte.

### Das Paradies im Islam
Der Islam kennt zwar sehr anschauliche Beschreibungen von einem Paradies voller Wonne, mit Früchten und kühlen Bächen, Paradiesjungfrauen, mit Kissen und weichen Teppichen usw.; ein einheitliches Wort dafür gibt es aber nicht.
Meist gebraucht man Wörter, die einen Garten bezeichnen, nur ist das koranisch-hocharabische Wort für „Garten“, جنة, DMG ǧanna, oft durch das persische Lehnwort بستان, DMG bustān (auch بوستان, DMG būstān, wörtlich Duftgarten) ersetzt. Außerdem gibt es den Begriff Paradies als Lehnwort aus persisch فردوس, DMG firdaus, und „Garten Eden“, arabisch جنات عدن, DMG ǧannāt ʿadn, ist ebenfalls bekannt. Die Vorstellung von einem in verschiedene Stufen geteilten Paradies mit dem „Siebten Himmel“ als höchste Stufe ist recht populär. Die türkische Variante ist Cennet = „Garten [Eden]“.
Persische Dichter verfassten kunstvolle Beschreibungen des Gartens Eden, so etwa im 12. Jahrhundert Chaqani Schwirwani in seinem Gedicht Die Sprache der Vögel.
Insgesamt ist die Vorstellung eines Paradieses voller weltlicher Freuden im Islam sehr verbreitet, auch wenn islamische Theologen immer wieder versucht haben, die Vorstellung von sinnlichen Freuden eher abstrakt zu deuten.

## Das Paradies alsGarten

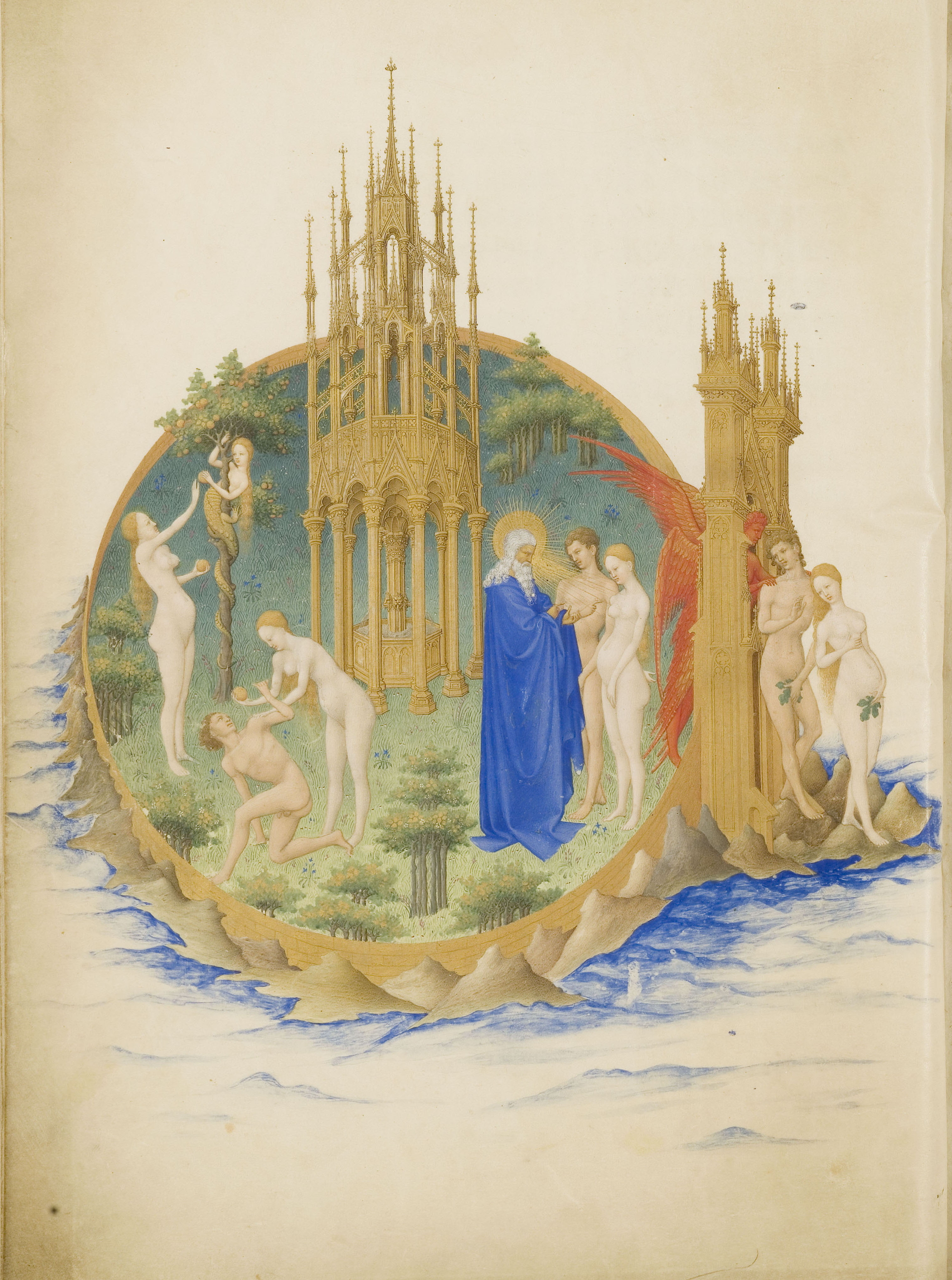
Der Garten Eden im Stundenbuch des Herzogs von Berry

Die transzendierten Vorstellungen vom „Paradies“ als Garten und dem Leben darin sind sehr vielfältig und geben Einblick in die Bedürfnisse und Sehnsüchte der jeweiligen Kultur:
- die Kelten hatten Avalon, den „Apfelgarten“
- die Germanen hatten Walhall, die „Wohnung der Gefallenen“
- die Griechen hatten den Garten der Hesperiden auf einer Insel im Westen mit seinen Goldenen Äpfeln
- Epikur, ein griechischer Philosoph, versammelte seine Anhänger in einem Garten (Kêpos), der allen dort Ataraxie und Sorgenlosigkeit in Aussicht stellte.
- War es für die Christen in dem meist ländlichen Mittelalter die Stadt – das Himmlische Jerusalem (Offb. 21) –, rückte später der Garten Eden (Gen. 2) in den Vordergrund.
- Die Klostergärten geben uns bis heute das Bild wieder von einer (geometrisch) geordneten, in sich geschlossenen Welt.
- Höhepunkt dieser Vorstellung war der französische Garten im Barock.
- Seit der Aufklärung wird der Paradiesgarten jedoch immer mehr einer Urlandschaft gleichgesetzt, einer Welt noch vor der Zivilisation.
- Für den ökologisch bewussten Menschen der heutigen Zeit ist das Paradies meist eine Wildnis, ein Urwald oder Biotop, in dem die durch Kultur und Technik hervorgerufene Entfremdung überwunden wäre.